# Árvay Zsolt
Árvay Zsolt, Árvai (Nagyvárad, 1935. március 18. –) kutató vegyészmérnök, kémiai szakíró. Atyja Árvay Árpád, anyja Lőrinczy Jolán.

## Életútja
A bukaresti műszaki főiskolán végzett 1967-ben. 1952–1967-ben a ICECHIM-nél vegyésztechnikusi beosztásban dolgozott, majd a Román Akadémia Szerveskémiai Kutatóintézetének mérnöke, kutatója, 1967-től főmunkatársi beosztásban. Kutatási területe: Friedel–Crafts-reakciók, alumíniumklorid katalizálta reakciók. Hét találmánya van. Számos cikk, szaktanulmány, tudományos közlemény szerzője. Szakcikkein kívül tudománynépszerűsítő cikkeket is szívesen közzétett a romániai magyar sajtóban. Társadalmi kérdésekkel kapcsolatos írásokkal is jelentkezett, 1989 után a Vasárnap című lap külső munkatársaként tevékenykedett. A bukaresti Petőfi Művelődési Házban volt műkedvelő színjátszó s népdalestek vezetője.

## Családja
1967-ben nősült, felesége Árvay Enikő tanárnő, egy fiú- és egy leánygyermeküket nevelték fel.

## Társasági tagság
- Bukaresti Petőfi Sándor Művelődési Egylet (választmányi tag);
- Bukaresti Koós Ferenc Kör tagja.